# Associazione Sportiva Casale Calcio 2004-2005
Questa voce raccoglie le informazioni riguardanti l'Associazione Sportiva Casale Calcio nelle competizioni ufficiali della stagione 2004-2005.

## Divise e sponsor
| 1ª divisa |

## Rosa
| N. |                   | Ruolo | Calciatore         |
| -- | ----------------- | ----- | ------------------ |
|    | Italia (bandiera) | A     | Gabriele Boscaro   |
|    | Italia (bandiera) | D     | Andrea Capecchi    |
|    | Italia (bandiera) | P     | Michele Castagnone |
|    | Italia (bandiera) | D     | Filippo Catenacci  |
|    | Italia (bandiera) | D     | Rosario Chianello  |
|    | Italia (bandiera) | D     | Maurizio Coletto   |
|    | Italia (bandiera) | C     | Alessandro Ettori  |
|    | Italia (bandiera) | A     | Lauro Florean      |
|    | Italia (bandiera) | C     | Vincenzo Friso     |
|    | Italia (bandiera) | D     | Danilo Fusaro      |
|    | Italia (bandiera) | C     | Marcello Genocchio |

| N. |                   | Ruolo | Calciatore                       |
| -- | ----------------- | ----- | -------------------------------- |
|    | Italia (bandiera) | D     | Claudio Grancitelli              |
|    | Italia (bandiera) | C     | Andrea Iuliano                   |
|    | Italia (bandiera) | A     | Nunzio Lazzaro                   |
|    | Italia (bandiera) | D     | Federico Lazzari                 |
|    | Italia (bandiera) | C     | Stefano Melchiori                |
|    | Italia (bandiera) | D     | Andrea Merenda                   |
|    | Niger (bandiera)  | A     | Ikeciukwu Godspower (Ike) Nwigwe |
|    | Italia (bandiera) | C     | Pietro Raffaele Panzanaro        |
|    | Italia (bandiera) | C     | Maurizio Rinino                  |
|    | Italia (bandiera) | A     | Christian Scalzo                 |
|    | Italia (bandiera) | A     | Gianluca Soragna                 |